# Vladimir Lambsdorff
Le comte Vladimir Nikolaïevitch Lambsdorff (en russe : Владимир Николаевич Ламсдорф), né le 6 janvier 1845 à Saint-Pétersbourg, décédé le 19 mars 1907 à San Remo, est un homme politique russe, ministre des Affaires étrangères sous les règnes d'Alexandre III et de Nicolas II.

## Biographie
Issu d'une famille aristocratique luthérienne d'Allemands de la Baltique, dans une branche convertie à l'orthodoxie, il est le fils cadet (dernier de huit enfants) du général-baron Nikolaus von der Wenge, comte von Lambsdorff (1804-1877) qui termina sa carrière comme directeur des Forêts au ministère des biens de la Couronne, et de son épouse née Alexandra Renny (1808-1873), fille du général Robert Renny. Vladimir Nikolaïevitch Lambsdorff étudie au lycée Alexandre de Saint-Pétersbourg, puis au Corps des Pages (promotion 1862) et ensuite à la faculté juridique de l'université de Saint-Pétersbourg. Il entre en 1866 comme fonctionnaire au ministère des Affaires étrangères. Il est nommé en 1879 au rang de Kamerherr et chef du service des lithographies du ministère des Affaires étrangères. En avril 1881, il est nommé conseiller ministériel de 2e classe et membre du comité du chiffre.
En 1882-1896, Lambsdorff est directeur de la chancellerie du ministère.

### Carrière politique

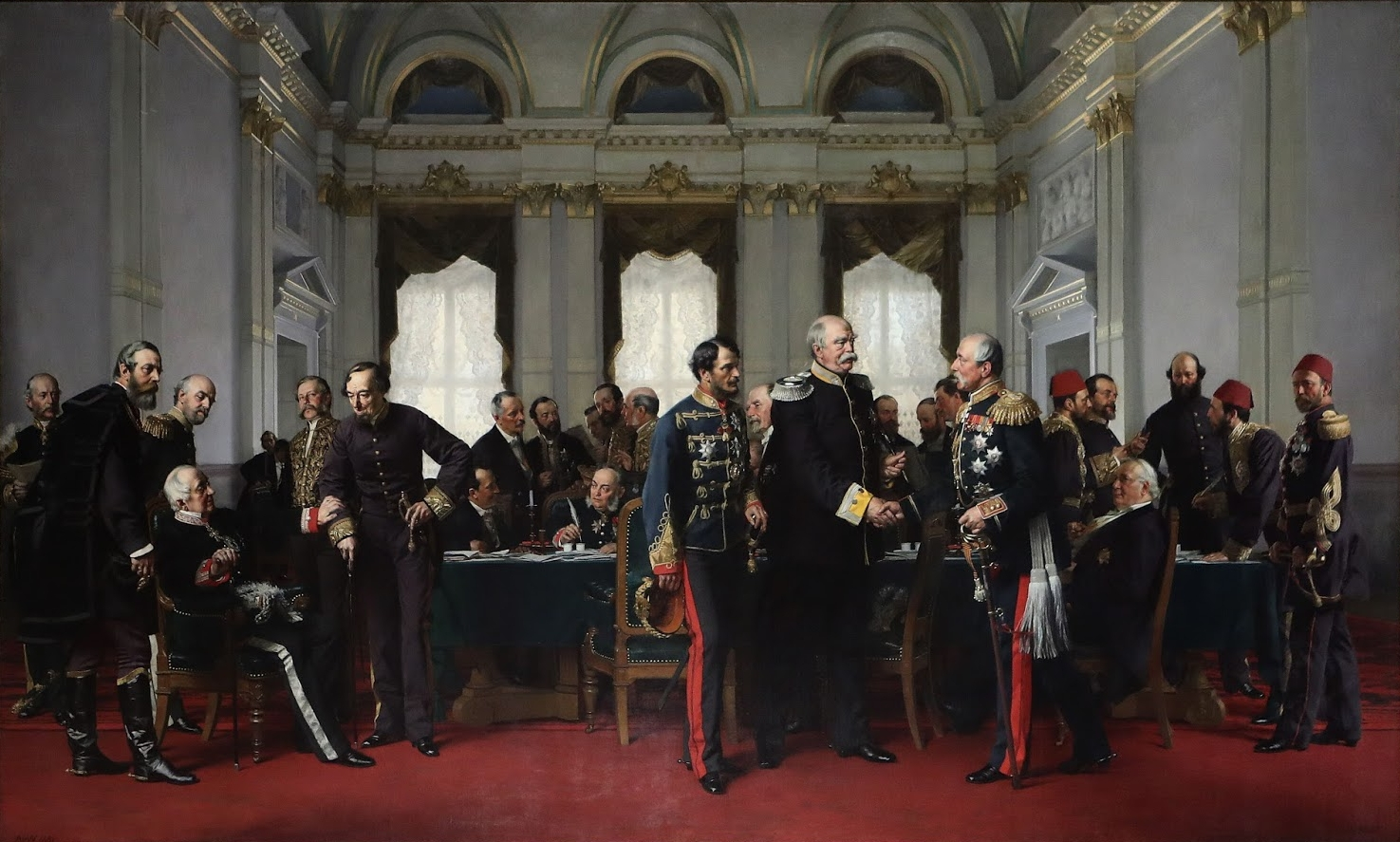
Le Congrès de Berlin.

Au congrès de Berlin (13 juin au 13 juillet 1878), Lambsdorff figure parmi les personnalités présentes dans la suite du prince Alexandre Gortchakov, ministre des Affaires étrangères. En 1884, le comte assiste à l'entrevue entre Nicolas II, Guillaume Ier et François-Joseph.
Protégé par le nouveau ministre des Affaires étrangères Nicolas de Giers, ce dernier désigne Lambsdorff comme son successeur potentiel et à l'instar de son mentor Lambsdorff se tient jusqu'à la fin des années 1880 sur une ligne pro-germanique. Le chancelier Bismarck convainc la Russie de rejoindre l'Entente des trois empereurs, mais sans l'Autriche-Hongrie. Lambsdorff est favorable à ce rapprochement russo-allemand, mais Otto von Bismarck est démis de ses fonctions par Guillaume II et le nouveau chancelier allemand, Leo von Caprivi rejette la proposition du chancelier de fer. En 1897, le comte est nommé adjoint au ministre des Affaires étrangères, il dirige la délégation russe à la conférence de la paix de La Haye.
Le 25 décembre de l'année suivante, il succède comme ministre des Affaires étrangères au comte Mouraviov dont il poursuit la politique dans les grandes lignes, s'efforçant de renforcer l'influence de la Russie dans les Balkans et en Extrême-Orient et de se pencher sur le problème de l'Empire ottoman, « l'homme malade ». Ses principales préoccupations sont donc axées sur la question orientale et le projet de réforme administrative de l'Empire ottoman. Fin 1902, le comte se rend à Belgrade, Sofia et Vienne pour s'entretenir avec le ministre serbe, Nikola Pašić (1845-1926), le représentant des Affaires étrangères macédonien, Tatarchev (1869-1952), le ministre des Affaires étrangères de l'Empire austro-hongrois, Gołuchowski (1849-1921) et leurs souverains respectifs sur l'impasse des Balkans. En septembre 1903, il accompagne Nicolas II à Vienne et à Mürzzuschlag. Fait surprenant de la part d'un homme politique russe, il anticipa l'effondrement de l'Empire ottoman face au nationalisme slave. En août 1903, il condamne énergiquement le soulèvement de l'Ilinden et les autres activités de l'Organisation révolutionnaire macédonienne.
Lambsdorff se montra également très sensible envers la cause des sionistes, à tel point qu'il soutint les positions du juif austro-hongrois et fondateur du sionisme, Theodor Herzl (1860-1904). Le principal événement du mandat de Lambsdorff fut la guerre russo-japonaise (1904-1905). Malgré tout, le comte ne put être accusé d'être à l'origine de ce conflit par sa politique extérieure. Au contraire, il proposa à la Russie de renoncer à ses ambitions en Corée afin de préserver les intérêts de l'Empire russe en Mandchourie. Concernant la politique en Extrême-Orient, c'est l'amiral Abaza qui exerça une influence plus grande sur l'empereur, en qualité de président du Comité des affaires d'Extrême-Orient. Après le départ à la retraite de l'amiral Abaza, en 1902, la Russie revint sur sa promesse d'évacuer la Mandchourie, les événements poursuivirent leur spirale descendante pour aboutir à la guerre.

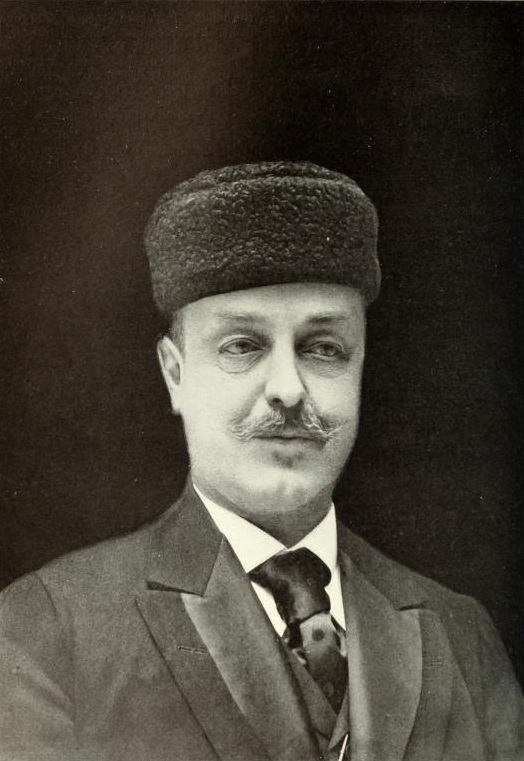
Portrait du comte Lambsdorff.

Pendant et après la guerre, Lambsdorff fut largement éclipsé par la forte personnalité de  Serge de Witte. Il négocièrent le traité de Portsmouth (5 septembre 1905) afin de sauver le prestige de la Russie impériale, face aux exigences du Japon.
Après la fin de l'union suédo-norvégienne, en octobre 1905, la Russie est la première puissance à reconnaître la souveraineté de la Norvège et à établir des relations diplomatiques.
Lorsque la révolution de 1905 éclate, Lambsdorff tente de renforcer les liens des régimes monarchiques, en premier lieu avec l'Allemagne: en janvier 1906, il  essaye d'établir des contacts permanents entre les services de police des deux pays. Le département de Lambsdorff doit lutter contre la livraison d'armes destinées aux révolutionnaires de l'étranger, et fait des monitions répétées aux gouvernements des pays voisins, ainsi qu'à la Grande-Bretagne, la Belgique et d'autres États européens avec une demande de surveillance douanière, pour exclure l'envoi d'armes en Russie. Il est l'auteur des Notes sur les anarchistes («Записки об анархистах») — mémorandum secret sur les racines du mouvement révolutionnaire en Russie se trouvant à l'étranger.
En octobre 1905, Lambsdorff fait partie du cabinet de Serge de Witte et les deux hommes s'efforcent que le pacte de Björkö négocié le 24 juillet 1905 en l'absence de Lambsdorff par Nicolas II et son cousin le Kaiser ne soit pas concrétisé.

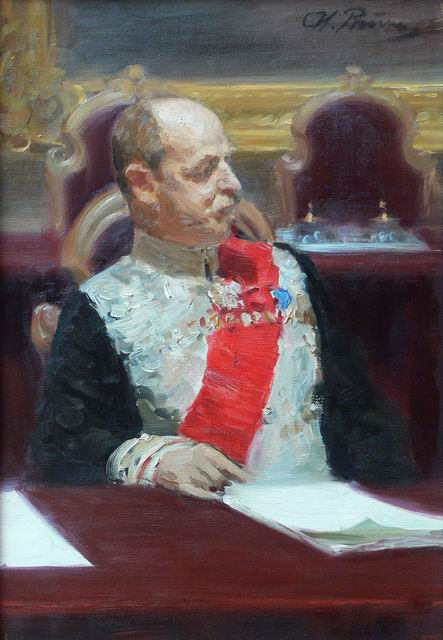
Lambsdorff par Répine.

En 1906, Lambsdorff fut relevé de ses fonctions pour être remplacé par Alexandre Izvolsky. Le remplacement de Lambsdorff, qui ne voulait pas compter avec des institutions «démocratiques» par Izvolsky qui, au contraire, cherchait à comparaître devant le parlement en tant que premier ministre des Affaires étrangères «constitutionnel» était associé à la transition vers un système constitutionnel après la révolution de 1905. Le comte fut nommé au Conseil d'État dont il fut souvent absent, il préférait les séjours sur la Riviera italienne.

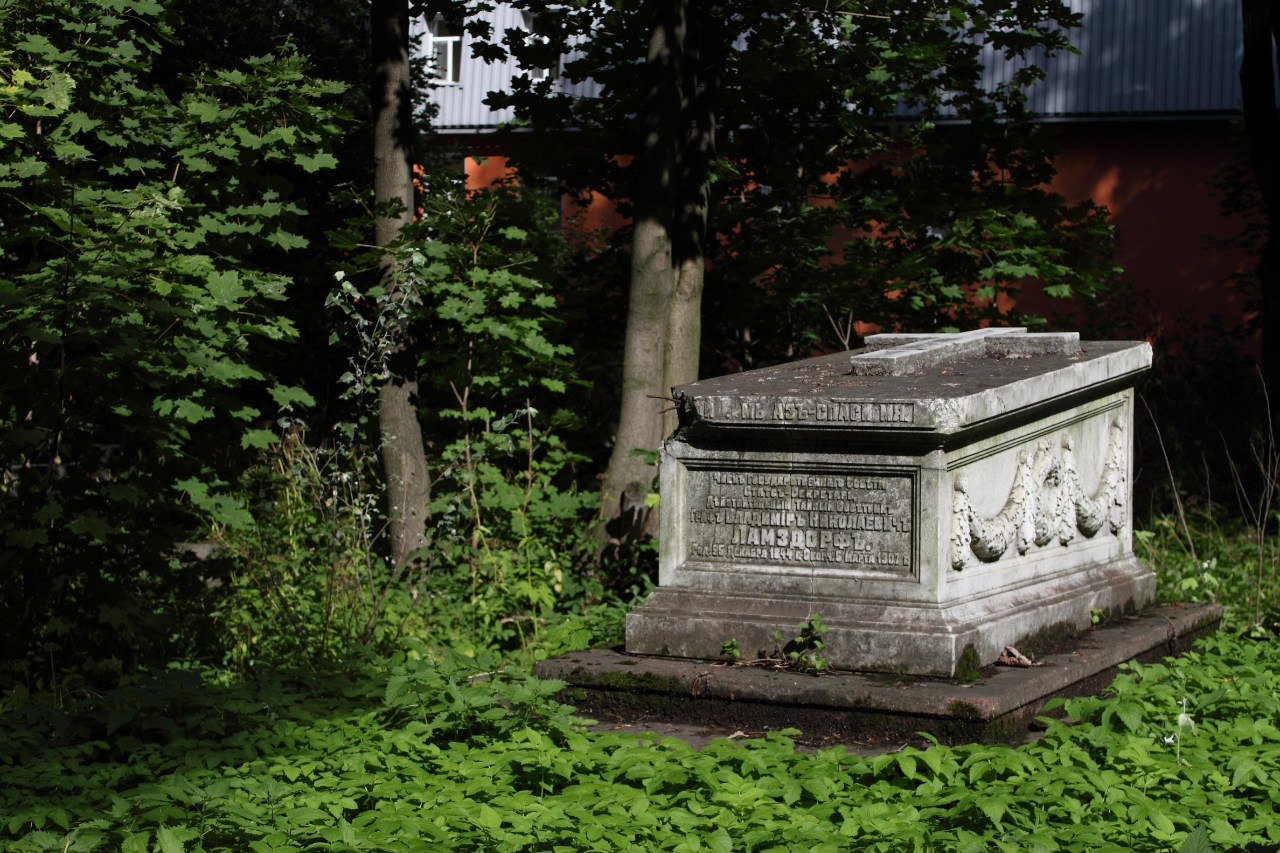
Tombe du comte Lambsdorff au cimetière luthérien de Smolensk à Saint-Pétersbourg.

Vladimir Nikolaïevitch Lambsdorff resta célibataire sans enfants. Des rumeurs évoquent son homosexualité.
Vladimir Nikolaïevitch Lambsdorff mourut le 19 mars 1907 à San Remo.

## Source
- (ru) Cet article est partiellement ou en totalité issu de l’article de Wikipédia en russe intitulé « Ламсдорф, Владимир Николаевич » (voir la liste des auteurs).
- Nicolas II de Russie d'Henri Troyat